# Pandanus ashtonii
Pandanus ashtonii är en enhjärtbladig växtart som beskrevs av Benjamin Clemens Masterman Stone. Pandanus ashtonii ingår i släktet Pandanus och familjen Pandanaceae. Inga underarter finns listade.